# Ovella churra tensina

Churra tensina.

La churra tensina és una varietat de la raça original churra autòctona del submeseta nord, pròpia de la Vall de Tena, al Pirineu d'Osca (Aragó, Espanya). En queden ramats transhumants que a l'estiu pasten als ports pirinencs i a l'hivern descendeixen fins als camps de la Vall de l'Ebre.